# 잭 메디카
잭 채프먼 메디카(Jack Chapman Medica, 1914년 10월 5일 ~ 1985년 4월 15일)는 미국의 수영 선수로 올림픽 챔피언이자 2개의 종목들에서 세계 기록 보유자였다.
시애틀에서 태어난 메디카는 1936년 베를린 올림픽에서 400m 자유형 금메달을 획득하며 4분 44.5초의 올림픽 신기록을 세워 그 대회에서 금메달을 딴 단 하나의 미국 수영 선수가 되었다. 그는 2위를 한 1500m 자유형에서 19분 34.0초의 결승전 시간을 기록하였다. 메디카는 800m 자유형 계주에서 동료 선수들 랠프 플래너건, 존 매쇼니스, 폴 울프와 함께 준우승을 한 미국 팀의 일원으로서 또 하나의 은메달을 획득하였다. 미국 팀은 9분 03.0초와 함께 일본 팀에 밀려 2위로 들어왔다.
수영에서 은퇴한 후, 제2차 세계 대전이 일어나자 메디카는 미국 해군을 위하여 수상 생존을 가르쳤다. 그는 펜실베이니아 대학교에 강의하러 가면서 펜 퀘이커스 수영·다이빙 팀의 코치를 맡았다.
자신의 만능 경력 동안에 메디카는 10개의 AAU 개인적 국내 타이틀을 우승하고, 200m부터 1 마일까지의 거리에서 11개의 세계 기록들을 세웠다. 1935년에 세워진 그의 200m 자유형 기록은 9년간, 1934년의 400m 자유형 기록은 7년간 보유되었다. 1966년 명예 수영 선수로서 국제 수영 명예의 전당에 헌액되었다.
70세의 나이로 네바다주 카슨 시티에서 사망하였다.

## 같이 보기
- 올림픽 수영 남자 메달리스트 목록
- 수영 자유형 200m 세계 기록 추이
- 수영 자유형 400m 세계 기록 추이